# فیات سیچنتو
فیات سیچنتو (به انگلیسی: Fiat Seicento) خودرویی است که در سال‌های ۱۹۹۸ تا ۲۰۱۰ به تعداد ۱٫۳۲۸٫۸۳۹ دستگاه در شهر تیخی واقع در لهستان تولید شده‌است.
این خودرو در کلاس خودرو شهری قرار گرفته، طراحی آن خودروهای موتور جلو-محور جلو بوده‌است.

## ایمنی
فیات سیچنتو در سال ۲۰۰۰ توانست ۲ ستاره از ۵ ستاره ایمنی سرنشینان در تصادفات و ۲ ستاره از ۴ ستاره در بخش عابرین پیاده را از مؤسسه یورو ان‌سی‌ای‌پی دریافت کند. در بررسی مجدد فیات سیچنتو، این خودرو یک ستاره ایمنی را از دست داد و به نتیجه نهایی ۱ ستاره ایمنی از ۵ ستاره برای سرنشینان و ۲ ستاره ایمنی از ۴ ستاره برای عابرین پیاده دست پیدا کرد.
| نتایج تست سال ۲۰۰۰  |         |
| حفاظت از سرنشینان   | ۱ ستاره |
| حفاظت از عابر پیاده | ۲ ستاره |

## نگارخانه

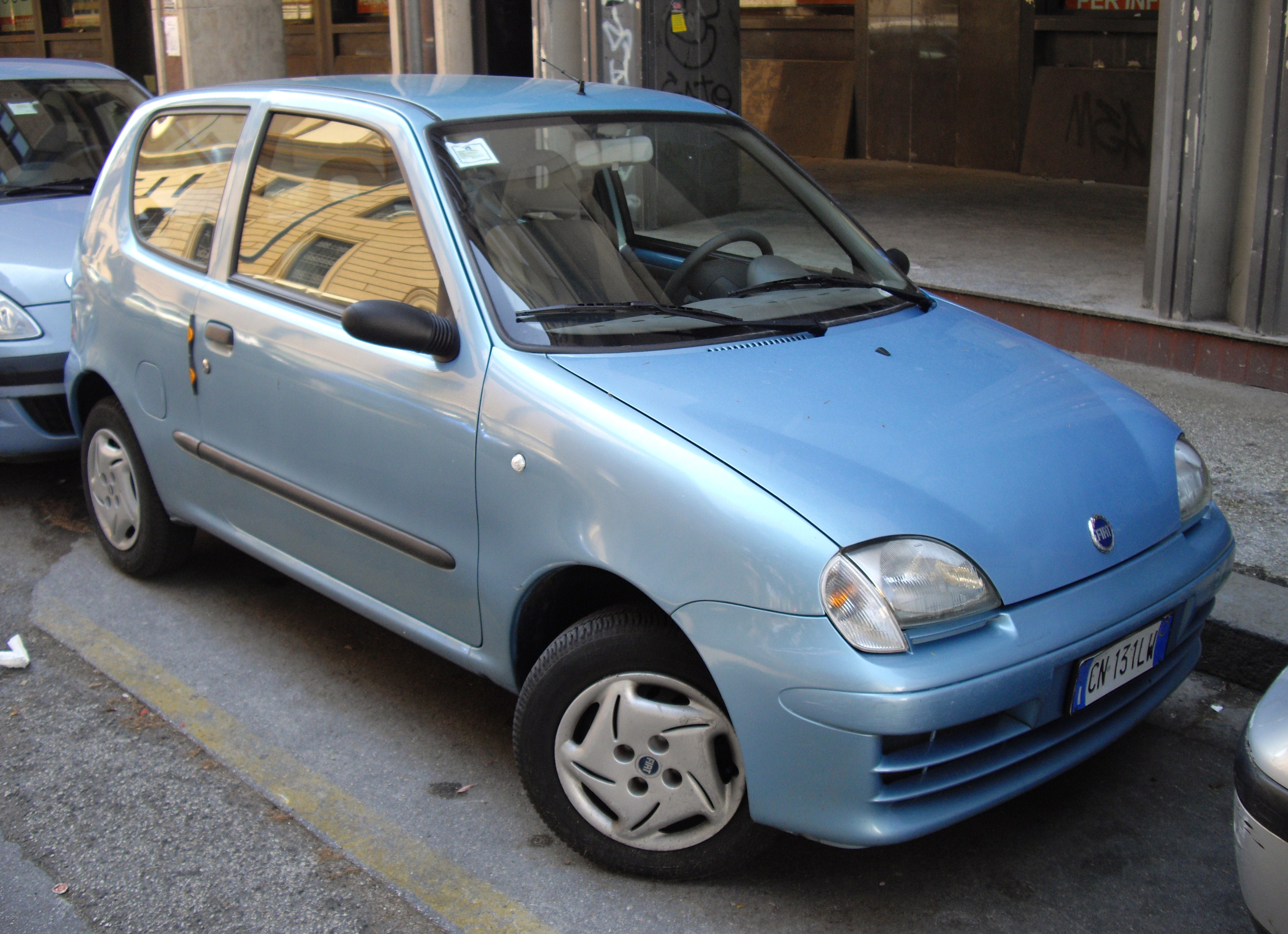